# Tegula atra
Tegula atra is een slakkensoort uit de familie van de Tegulidae. De wetenschappelijke naam van de soort is voor het eerst geldig gepubliceerd in 1830 door Lesson.